# Thia
Thia is een monotypisch geslacht van krabben.

## Soortenlijst
- Thia scutellata (Pennant, 1777) - Nagelkrabje